# Otto Delling

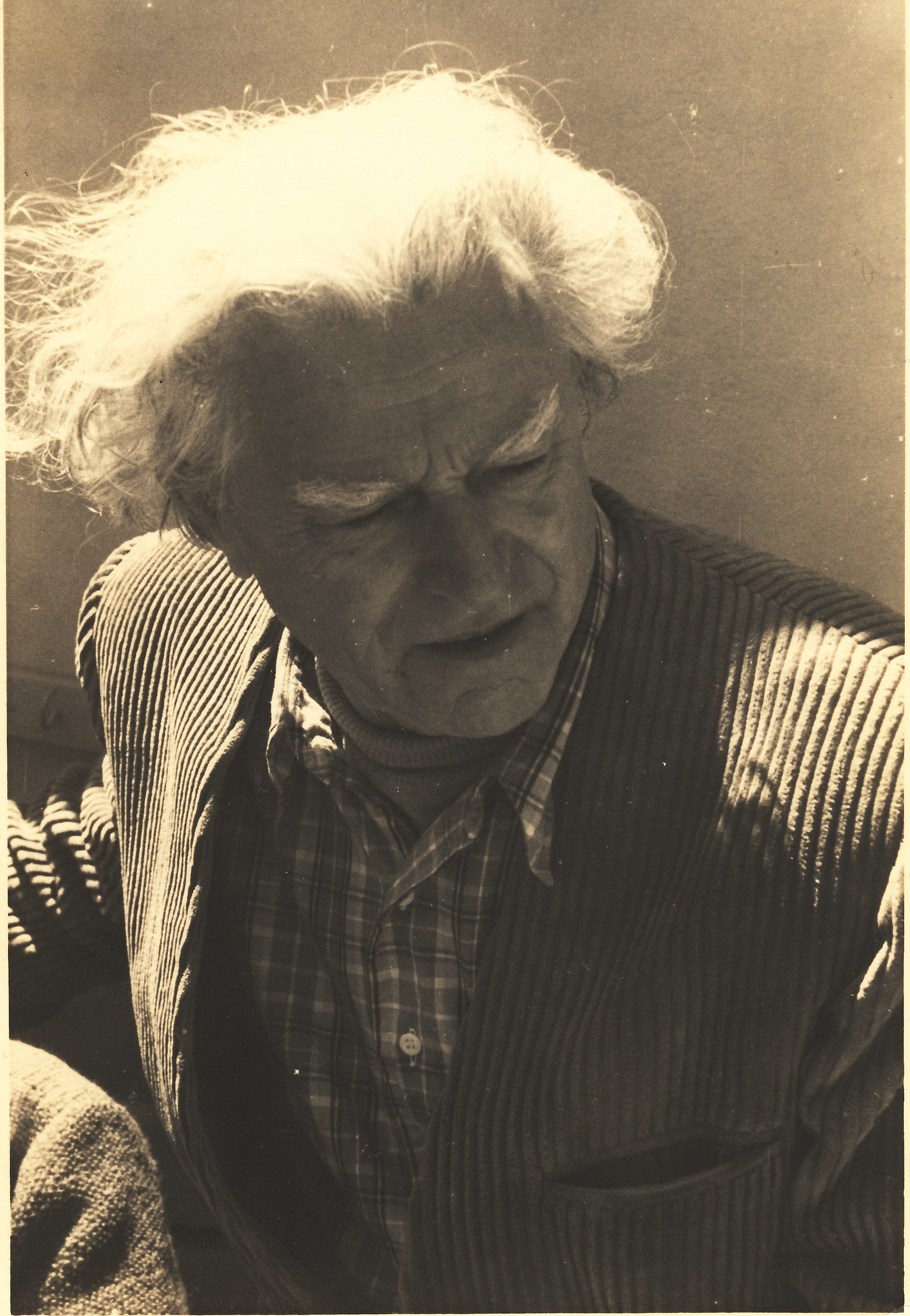
Otto Delling

Otto Delling (* 27. Februar 1884 in Kohren (heute: Kohren-Sahlis), Sachsen; † 3. Oktober 1968 in Berlin) war ein deutscher Maler.
Otto Delling absolvierte nach seinem Schulbesuch 1900–1903 eine Malerlehre in Leipzig. In den Jahren 1903 und 1904 war er zu Studienaufenthalten in Ungarn und Bulgarien. 1905–1907 folgte ein Studium an der Kunstakademie in Paris.
Delling lebte als Maler in Berlin, vorwiegend mit Porträts und Landschaften beschäftigt. Er hatte Ausstellungen bei Paul Cassirer und Beteiligung an der große Kunstausstellung in Berlin.
1915–1918 war er Soldat im Ersten Weltkrieg und wurde in Frankreich schwer verwundet.
Nach seiner Rückkehr pflegte er freundschaftliche Kontakte u. a. zu Käthe Kollwitz, Oskar Kokoschka, Conrad Felixmüller, Heinrich Zille und zur Künstlergemeinschaft „Die Brücke“.
In dieser Zeit restaurierte er die Fresken im Lübecker St.-Annen-Kloster und gestaltete einen 30 m langen Fries – Havel und Spree von der Quelle bis zur Mündung – für das Berliner Wasserwerkmuseum. Als Pressezeichner arbeitete er u. a. für Der Wahre Jacob, Die Grüne Post, und die Berliner Illustrirte Zeitung und bis in die NS-Zeit hinein für Der Querschnitt und Das Kleine Magazin.
Im Zweiten Weltkrieg wurde 1943 seine Wohnung in der Benzmannstaße 34 ausgebombt; sein Lebenswerk wurde fast völlig vernichtet. 1943–1945 war Delling als Zeichenlehrer dienstverpflichtet. 1945 kehrte er in seinen Geburtsort zurück und unterrichtete zeitweise als Zeichenlehrer an der Zentralschule im benachbarten Frohburg. Einer seiner Schüler war der spätere Schriftsteller Guntram Vesper, der ihn in seinem Buch „Dunkelkammer. Fünf Erzählungen aus Deutschland“ erwähnt.
1946 war Delling in Borna auf der 1. Kunstausstellung Landkreis Borna vertreten.

## Werke (Auswahl)

### Tafelbild
- Der Puppenspieler (Öl, vor 1946)[3]

### Zeitschriften-Illustrationen
- Atelierbesuch (Der Querschnitt, Heft 7/35, S. 264)[4]
- Beim Straßenbau (Der Querschnitt, Heft 8/35, S. 286)[5]
- Die Sachverständigen beim Avus-Rennen (Der Querschnitt, Heft 8/35, S. 339)[6]
- Mädchen im jungen Grün (Das kleine Magazin, 10/1938, Cover)